# Confessions Tour
Confessions Tour  — сьомий світовий концертний тур американської співачки Мадонни, який проходив у 2006 році на підтримку її десятого студійного альбому  Confessions on a Dance Floor. По завершенні  Confessions Tour був визнаний найкасовішим турне сольної співачки в історії музики ($ 194 700 000).   Це досягнення  занесено до Книги рекордів Гіннеса.  60 концертів туру відвідали  понад 1 мільйон 200 тисяч  глядачів.

## Історія туру
У листопаді 2005 року в інтерв'ю The Guardian Мадонна підтвердила, що  збирається в гастролі у 2006 році, котрі, швидше за все, будуть називатися  Confessions Tour або «Confess Your Sins Tour».
У березні 2006 року  Мадонна  разом з дітьми та чоловіком Гаєм Річі приїхали  в Лос-Анджелес, щоб розпочати репетиції до майбутнього туру.
Влітку 2006  року  менеджери Мадонни оголосили, що довгоочікуваної австралійської частини в новому турі не буде.  Офіційний сайт співачки опублікував таке звернення:
«Для моїх прихильників в Австралії,
Будь ласка, вибачте мене. Я дійсно сподівалася і розраховувала приїхати в Австралію  під час Confessions Tour і просила своїх менеджерів спробувати включити туди кілька концертів. У мене приємні спогади від попередніх турів. На жаль, цього разу не вийшло. Ми приглядалися до преходу  від Японії до Австралії, але закінчуючи  там шоу,  я повинна повернути  моїх дітей назад до школи в Англію, а вони, як Ви розумієте, мій найважливіший пріоритет. Важливо пам'ятати, що я найближчим часом не йду на пенсію  і  збираюся дістатися до Австралії, як тільки зможу. Ви залишаєтеся в моєму серці, і спасибі Вам за Вашу незмінну любов та підтримку.
З любов'ю, Мадонна.»
Мадонна розпочала Confessions Tour    на Західному узбережжі США у Лос-Анджелесі та Лас-Вегасі, так зазначено на офіційному сайті, але фактично перші концерти відбулися в каліфорнійському Інглвуді, неподалік Лос-Анджелесу, потім   у містечку  Парадайз, котре фактично належить до  Лас-Вегасу. Наступними місцями концертів стали вже найбільші міста Північної Америки -  Чикаго, Монреаль, Нью-Йорк, Бостон i Маямі. Європейська частина  розпочалася з концерту в Кардіффі. Далі концерти відбулися у Великій Британії, Італії, Німеччині, Данії, Франції, Нідерландах, Чехії та Росії.  Завершилося турне  чотирма концертами в японських містах Осака і Токіо.

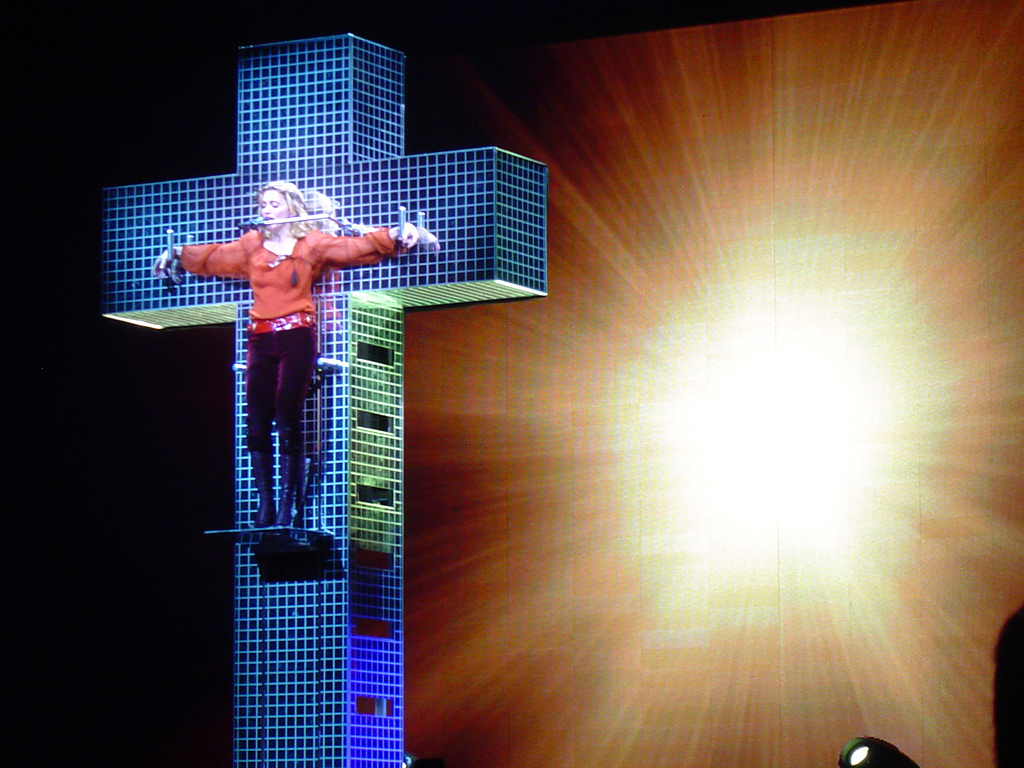
Live To Tell. Confessions Tour.

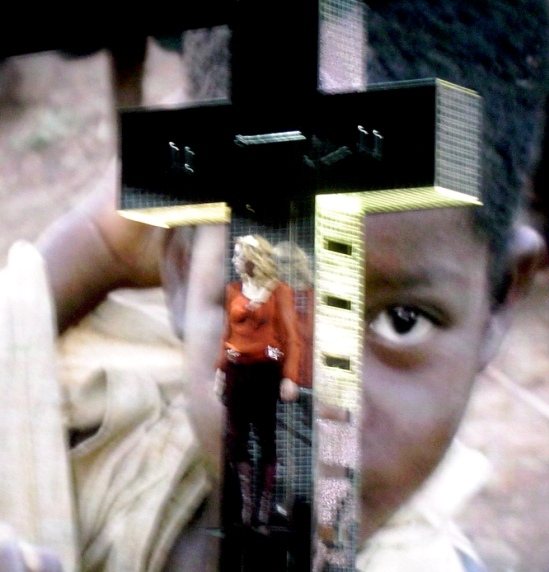
Скандальний виступ на хресті заради хворих дітей з Африки.

## Скандали
Пісню "Live To Tell" Мадонна виконувала розіп'ятою на   хресті з терновим вінком на голові. У зв'язку з цим Confessions Tour  запам'ятався протестами релігійних громад. Номер з хрестом супроводжувався відоерядом, де було   написано, що 12 мільйонів дітей хворіють на СНІД і з цієї ж  причини через чотири роки вже 20 мільйонів дітей  залишаться без батьків, а без допомоги суспільства ці діти помруть не досягнувши 2-х річного віку.  Також були  написані цитати з Євангелія від Матфея глава 25 з вірша 35, а потім адреси сайтів за допомогою яких можна перерахувати гроші дітям в Африці і допомогти їм. Ісус Христос приніс в жертву своє життя за людей, чим  і уособлює жертовність заради інших, тому зміст  номера полягав у тому, щоб нагадати людям про це і попросити  у них допомоги заради інших.

## Цікаві факти і цифри
- Спеціальний гість - світова зірка танцполів DJ Paul Oakenfold.
- Жан-Поль Готьє - дизайнер  костюмів Мадонни для даного туру.
- Мадонна хотіла, щоб фанати висловлювали свою власну думку в спеціальних відео кабінках для зізнань під час концертів.
- Мадонна не виступала під час туру вечорами п'ятниць, бо це забороняє вчення Каббали. Вона обіцяла поважати юдейські звичаї Шаббата, не працюючи, а присвячуючи п'ятничні  вечори́ для вече́рі в колі  родини.
- При створенні фонового відеоряду для Confessions Tour американський режисер Акон Хадсон шукав відео ролики з потужним вогняним полум'ям. В результаті він використав кадри вибуху на газопроводі Сургут. Вони органічно вписалися в концепцію всього шоу.
- 1 тонна - вага диско кулі, з якої з'являється Мадонна на початку шоу
- 2 тижні - тривалість використання туші для вій Yves St. Laurent # 5.
- $2,000,000  - загальна вартість кристалів Swarovski, якими прикрашена диско куля.
- 5,000 кв. футів - загальний розмір чотирьох сцен на шоу (звичайний розмір - 2600 кв. футів).
- 1,000 годин репетицій розтягнулися на 12 тижнів.
- 27 осіб зайнято у виступах, включаючи Мадонну, музикантів і 22 танцюристів.
- 253 сеанси масажу було зроблено танцюристам.
- 0 банок крему для макіяжу  використовувалося Мадонною.
- 1 пляшка очищаючого масла «Shu Uemura Green Tea» витрачалася щотижня.
- 1 банка зволожуючого крему «Yonka» витрачалася кожні три тижні.
- 106 монтажників задіяно в турне.
- 40 футів - розмір вертушки в центрі головної сцени.
- 16 миль на годину - швидкість обертання цієї вертушки.
- 70 тонн обладнання було розвішано над головною сценою.
- 24 вантажівки використовується для перевезення обладнання з міста в місто.
- 2 приватних літаки використовується для перевезення обладнання.
- 18 мінівенів і легкових машин використовувалося для перевезення обладнання.
- 5 автобусів використовувалося для перевезення обладнання.
- 280 ярдів еластичних бинтів використовували Мадонна і танцюристи.
- 543 теплих пледи було підготовано для танцюристів.
- 200 тонн -  вага всього обладнання для шоу, що еквівалентно вазі броненосця.
- 400,000 ват електроенергії потрібно для кожного шоу.
- 8 рентгенівських знімків переломів Мадонни були на екранах під час пісні Like a Virgin.
- 7 костюмів змінила Мадонна за час виступу.
- 30 костюмів-образів придумав Жан-Поль Готьє для Мадонни і її танцюристів.
- 8 пар туфель і чобіт (в основному від Yves Saint Laurent) використовувала Мадонна на кожному шоу.
- 1 намисто з діамантів і аметистів фірми Chopard носить Мадонна під час шоу.
- 600 костюмів було пошито для використання в турне.
- 25 полиць знадобилося для перевезення гардеробу.
- 1 корона з 50 шипів з церкви Cotters Church Supply в Лос-Анжелесі.
- 1 пляшка горілки за лаштунками для видалення плям поту.
- 24 дюйми - талія Мадонни.
- 4 людини допомагали Мадонні змінювати костюми.
- 2 професійні рибальські сіті Capezio використовувалися на кожному шоу.
- 10 фунтів - вага ременя Мадонни, придуманого дизайнером Майклом Шмідтом.
- 4,000 кристалів Swarovski використані в інкрустації цього ременя.
- 34 шпильки використовуються для зачіски Мадонни.
- 2 еластичні гумки для волосся використовується на кожному шоу (чорна і біла).
- 4 великих шпильки кріплять шиньйон до голови Мадонни на початку шоу.
- 3 різні зачіски носить Мадонна на шоу - шиньйон, корона з шипів і диско-зачіска.
- 2 засоби для волосся - кондиціонер «Kerestase» і вода Evian,  для зняття статичної електрики.
- 2 пари накладних вій з вовни норки, одні з яких були прикрашені діамантами.

## Сет-лист турне
Список пісень  складається з композицій альбому Confessions on a Dance Floor, а також з хітів Мадонни попередніх років.
1. "Future Lovers"/"I Feel Love"
2. "Get Together"
3. "Like a Virgin"
4. "Jump"

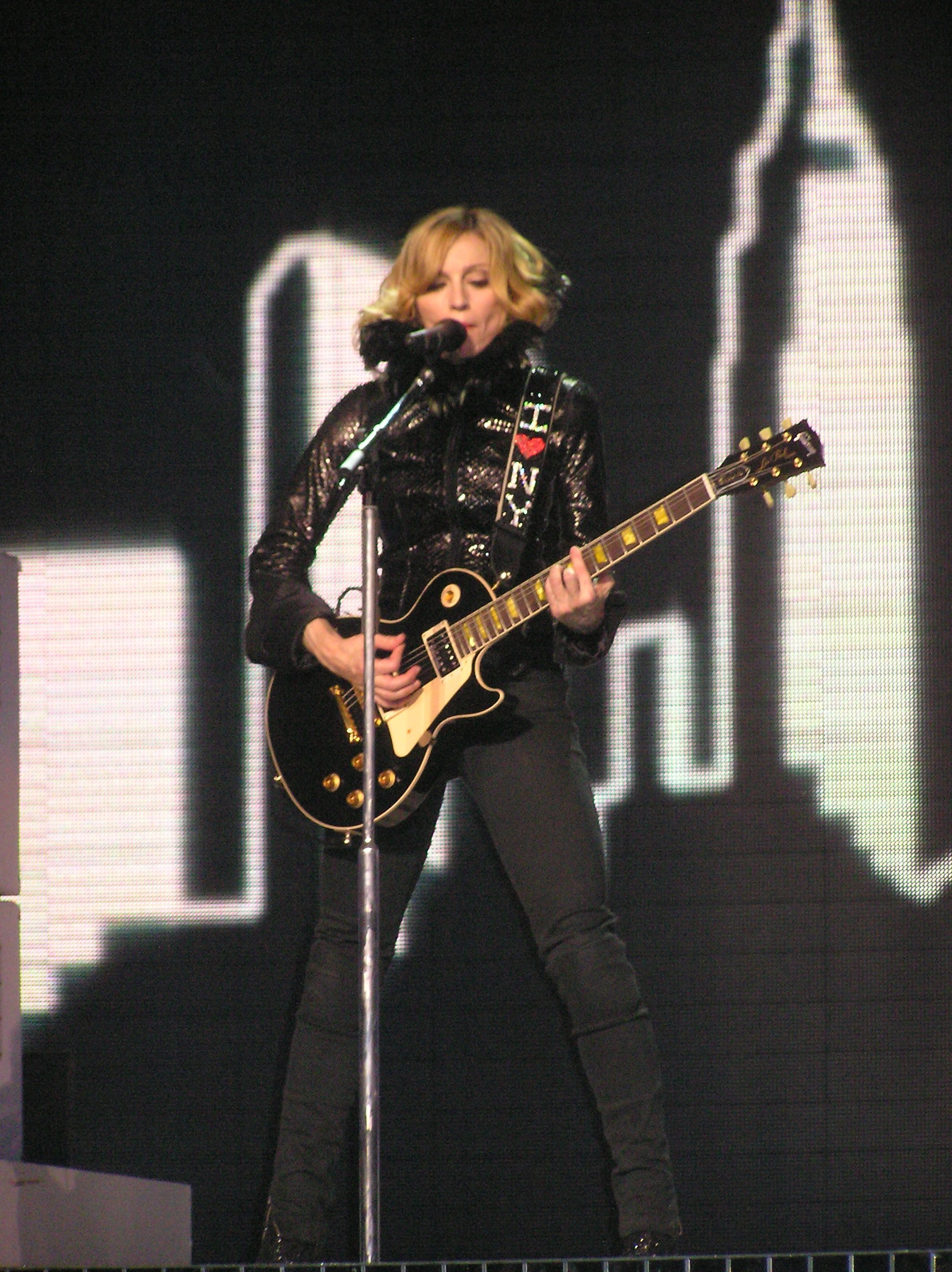
Мадонна виконує пісню "I Love New York".

5. "Confessions" (Інтерлюдія) (включає елементи "Live to Tell")
6. "Live to Tell"
7. "Forbidden Love"
8. "Isaac"
9. "Sorry" (Pet Shop Boys Remix)
10. "Like It or Not"
11. "Sorry" (Remix Video Interlude)
12. "I Love New York"
13. "Ray of Light"
14. "Let It Will Be" (Paper Faces Remix)
15. "Drowned World/Substitute for Love"
16. "Paradise (Not for Me)"
17. "The Duke Mixes the Hits"  (Відео-інтерлюдія) (включає елементи з "Borderline", "Erotica", "Dress You Up", "Holiday" та "Disco Inferno")
18. "Music" (з елементами "Disco Inferno" і "Where's the Party")
19. "Erotica" (Реміксована версія, що базується на невиданій демо-версії пісні  "You Thrill Me" 1992 року)
20. "La Isla Bonita"
21. "Lucky Star (пісня Мадонни)" (включаючи "Gimme! Gimme! Gimme! (A Man After Midnight)" з "Hung Up")
22. "Hung Up" (з елементами "Lucky Star")

## Дати туру
Турне відбувалося з травня по вересень 2006 року в 25 містах різних країн світу.
| Дата             | Місто         | Країна          | Місце проведення                 |
| ---------------- | ------------- | --------------- | -------------------------------- |
| Північна Америка |               |                 |                                  |
| 21 травня, 2006  | Лос-Анджелес  | США             | The Forum                        |
| 23 травня, 2006  | Лос-Анджелес  | США             | The Forum                        |
| 24 травня, 2006  | Лос-Анджелес  | США             | The Forum                        |
| 27 травня, 2006  | Лас-Вегас     | США             | MGM Grand Garden Arena           |
| 28 травня, 2006  | Лас-Вегас     | США             | MGM Grand Garden Arena           |
| 30 травня, 2006  | Сан-Хосе      | США             | HP Pavilion at San Jose          |
| 31 травня, 2006  | Сан-Хосе      | США             | HP Pavilion at San Jose          |
| 3 червня, 2006   | Лос-Анджелес  | США             | Staples Center                   |
| 5 червня, 2006   | Фресно        | США             | Save Mart Center                 |
| 6 червня, 2006   | Фресно        | США             | Save Mart Center                 |
| 8 червня, 2006   | Фінікс        | США             | Glendale Arena                   |
| 10 червня, 2006  | Фінікс        | США             | Glendale Arena                   |
| 14 червня, 2006  | Чикаго        | США             | United Center                    |
| 15 червня, 2006  | Чикаго        | США             | United Center                    |
| 18 червня, 2006  | Чикаго        | США             | United Center                    |
| 19 червня, 2006  | Чикаго        | США             | United Center                    |
| 21 червня, 2006  | Монреаль      | Канада          | Bell Centre                      |
| 22 червня, 2006  | Монреаль      | Канада          | Bell Centre                      |
| 25 червня, 2006  | Гартфорд      | США             | Hartford Civic Center            |
| 26 червня, 2006  | Гартфорд      | США             | Hartford Civic Center            |
| 28 червня, 2006  | Нью-Йорк      | США             | Madison Square Garden            |
| 29 червня, 2006  | Нью-Йорк      | США             | Madison Square Garden            |
| 2 липня, 2006    | Нью-Йорк      | США             | Madison Square Garden            |
| 3 липня, 2006    | Нью-Йорк      | США             | Madison Square Garden            |
| 6 липня, 2006    | Бостон        | США             | TD Banknorth Garden              |
| 9 липня, 2006    | Бостон        | США             | TD Banknorth Garden              |
| 10 липня, 2006   | Бостон        | США             | TD Banknorth Garden              |
| 12 липня, 2006   | Філадельфія   | США             | Wachovia Center                  |
| 13 липня, 2006   | Філадельфія   | США             | Wachovia Center                  |
| 16 липня, 2006   | Атлантик-Сіті | США             | Boardwalk Hall                   |
| 18 липня, 2006   | Нью-Йорк      | США             | Madison Square Garden            |
| 19 липня, 2006   | Нью-Йорк      | США             | Madison Square Garden            |
| 22 липня, 2006   | Маямі         | США             | American Airlines Arena          |
| 23 липня, 2006   | Маямі         | США             | American Airlines Arena          |
| Європа           |               |                 |                                  |
| 30 липня, 2006   | Кардіфф       | Велика Британія | Millennium Stadium               |
| 1 серпня, 2006   | Лондон        | Велика Британія | Wembley Stadium                  |
| 3 серпня, 2006   | Лондон        | Велика Британія | Wembley Stadium                  |
| 6 серпня, 2006   | Рим           | Італія          | Stadio Olimpico                  |
| 9 серпня, 2006   | Лондон        | Велика Британія | Wembley Stadium                  |
| 10 серпня, 2006  | Лондон        | Велика Британія | Wembley Stadium                  |
| 12 серпня, 2006  | Лондон        | Велика Британія | Wembley Stadium                  |
| 13 серпня, 2006  | Лондон        | Велика Британія | Wembley Stadium                  |
| 15 серпня, 2006  | Лондон        | Велика Британія | Wembley Stadium                  |
| 16 серпня, 2006  | Лондон        | Велика Британія | Wembley Stadium                  |
| 20 серпня, 2006  | Дюссельдорф   | Німеччина       | LTU Arena                        |
| 22 серпня, 2006  | Гановер       | Німеччина       | AWD-Arena                        |
| 24 серпня, 2006  | Горсенс       | Данія           | Forum Horsens                    |
| 27 серпня, 2006  | Париж         | Франція         | Palais Omnisports de Paris-Bercy |
| 28 серпня, 2006  | Париж         | Франція         | Palais Omnisports de Paris-Bercy |
| 30 серпня, 2006  | Париж         | Франція         | Palais Omnisports de Paris-Bercy |
| 31 серпня, 2006  | Париж         | Франція         | Palais Omnisports de Paris-Bercy |
| 3 вересня, 2006  | Амстердам     | Нідерланди      | Amsterdam Arena                  |
| 4 вересня, 2006  | Амстердам     | Нідерланди      | Amsterdam Arena                  |
| 6 вересня, 2006  | Прага         | Чехія           | Sazka Arena                      |
| 7 вересня, 2006  | Прага         | Чехія           | Sazka Arena                      |
| 12 вересня, 2006 | Москва        | Росія           | Лужники                          |
| Азія             |               |                 |                                  |
| 16 вересня, 2006 | Осака         | Японія          | Osaka Dome                       |
| 17 вересня, 2006 | Осака         | Японія          | Osaka Dome                       |
| 20 вересня, 2006 | Токіо         | Японія          | Tokyo Dome                       |
| 21 вересня, 2006 | Токіо         | Японія          | Tokyo Dome                       |

## Касові збори та відвідуваність
| Місце проведення                 | Місто         | Продані квитки/Кількість доступних квитків (Відвідуваність, %) | Валовий дохід |
| -------------------------------- | ------------- | -------------------------------------------------------------- | ------------- |
| The Forum                        | Інглвуд       | 40 044 / 40 044 (100%)                                         | $7 686 380    |
| MGM Grand Garden                 | Парадайз      | 27 528 / 27 528 (100%)                                         | $7 257 750    |
| HP Pavilion at San Jose          | Сан-Хосе      | 27 024 / 27 024 (100%)                                         | $4 761 555    |
| Staples Center                   | Лос-Анджелес  | 14 158 / 14 158 (100%)                                         | $2 804 583    |
| Save Mart Center                 | Фресно        | 20 154 / 20 154 (100%)                                         | $3 749 800    |
| Glendale Arena                   | Фінікс        | 28 820 / 28 820 (100%)                                         | $4 890 090    |
| United Center                    | Чикаго        | 52 000 / 52 000 (100%)                                         | $9 271 790    |
| Bell Centre                      | Монреаль      | 34 940 / 34 940 (100%)                                         | $5 670 150    |
| Hartford Civic Center            | Гартфорд      | 21 558 / 21 558 (100%)                                         | $3 451 235    |
| Madison Square Garden            | Нью-Йорк      | 91 841 / 91 841 (100%)                                         | $16 507 855   |
| TD Banknorth Garden              | Бостон        | 36 741 / 36 741 (100%)                                         | $6 337 115    |
| Wachovia Center                  | Філадельфія   | 29 749 / 29 749 (100%)                                         | $4 639 775    |
| Boardwalk Hall                   | Атлантик-Сіті | 12 322 / 12 322 (100%)                                         | $3 246 100    |
| American Airlines Arena          | Маямі         | 30 410 / 30 410 (100%)                                         | $5 568 485    |
| Millennium Stadium               | Кардіфф       | 55 795 / 55 795 (100%)                                         | $7 788 845    |
| Wembley Stadium                  | Лондон        | 86 061 / 86 061 (100%)                                         | $22 090 582   |
| Olympic Stadium                  | Рим           | 63 054 / 63 054 (100%)                                         | $5 268 886    |
| LTU Arena                        | Дюссельдорф   | 44 744 / 44 744 (100%)                                         | $5 926 105    |
| AWD Arena                        | Гановер       | 39 871 / 39 871 (100%)                                         | $5 218 985    |
| Horsens Forum                    | Хорсенс       | 85 232 / 85 232 (100%)                                         | $11 435 199   |
| Palais Omnisports de Paris-Bercy | Париж         | 67 758 / 67,758 (100%)                                         | $9 145 832    |
| Amsterdam Arena                  | Амстердам     | 102 330 / 102 330 (100%)                                       | $11 783 254   |
| Sazka Arena                      | Прага         | 37 666 / 38 342 (99%)                                          | $5 861 668    |
| Лужники                          | Москва        | 37 939 / 37 939 (100%)                                         | $5 548 998    |
| Kyocera Dome Osaka               | Осака         | 50 623 / 50 623 (100%)                                         | $7 379 553    |
| Tokyo Dome                       | Токіо         | 71 231 / 71 231 (100%)                                         | $11 463 877   |
| Загалом                          | Загалом       | 1 209 593 / 1 210 269 (~100%)                                  | $194 754 447  |

## Телетрансляції і запис
Турне транслювалося на телеканалах NBC в США і  Channel 4 у Великій Британії. 
26 січня 2007 року лейблом Warner Bros. Records. було випущено The Confessions Tour  — музичний альбом, записаний під час  Confessions Tour на  Вемблі Арена у Лондоні. Відео було відзнято 16 серпня 2006 року - в День народження Мадонни. Загальна тривалість композицій становить CD — 73:14, на DVD — 122:38.

## Галерея зображень

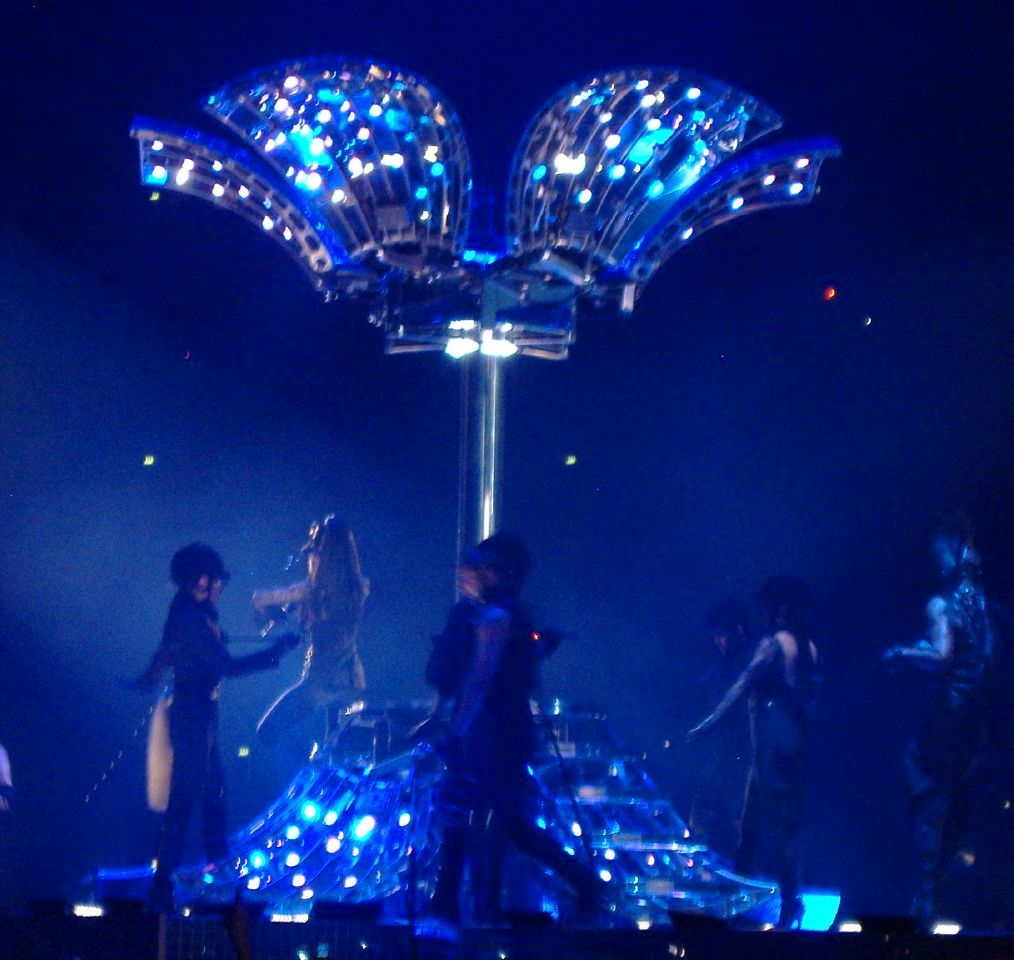
Future Lovers/I Feel Love
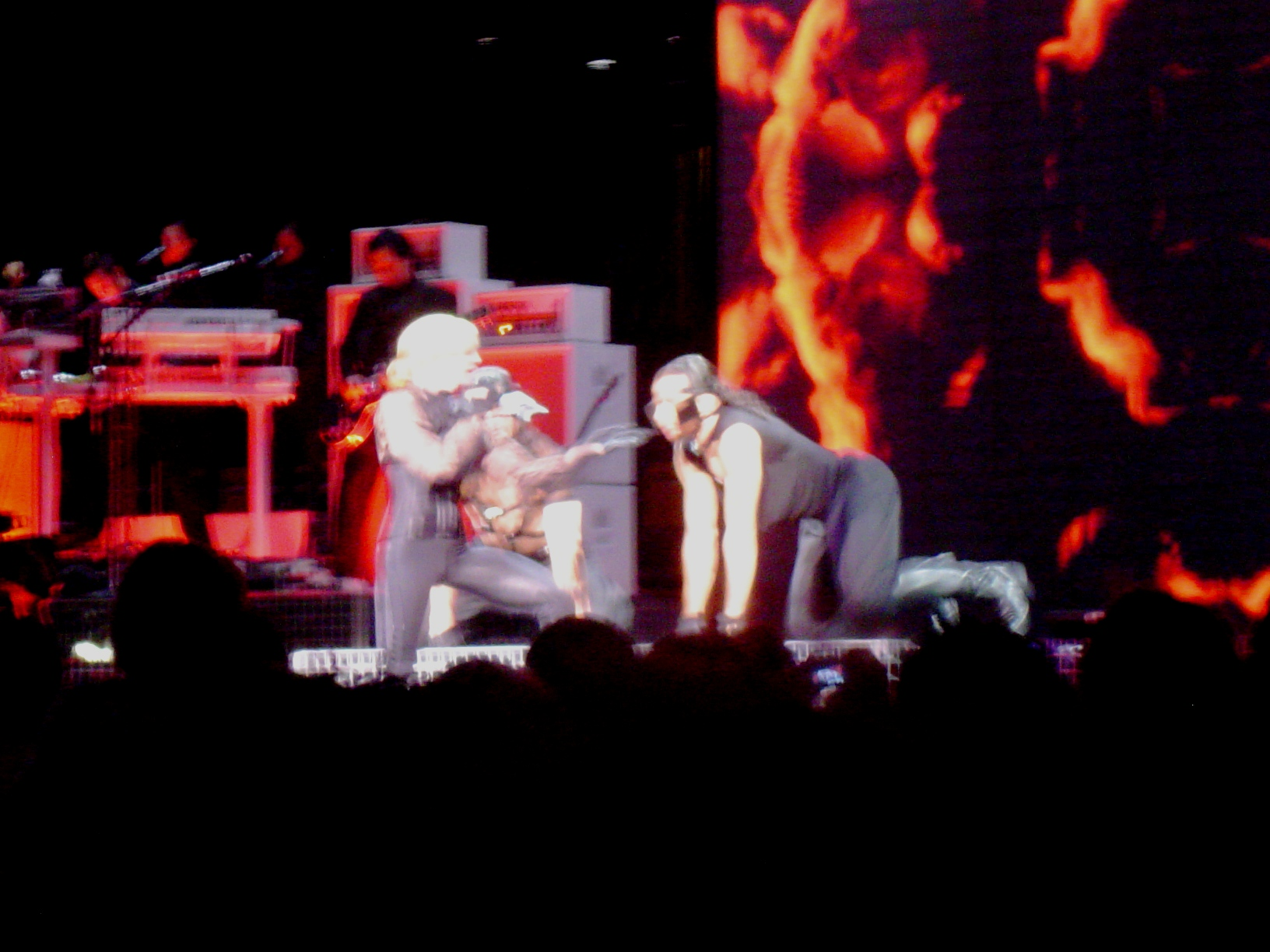
Get Together
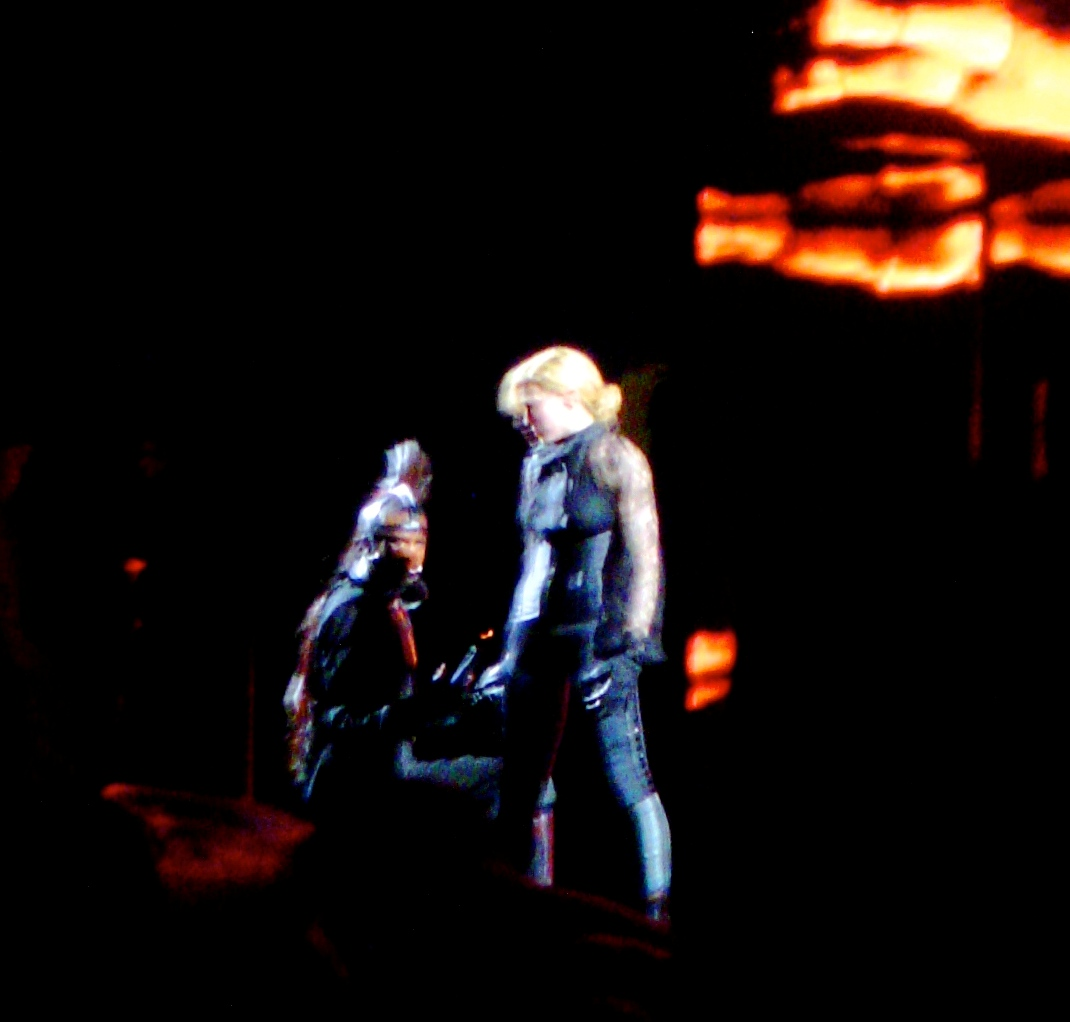
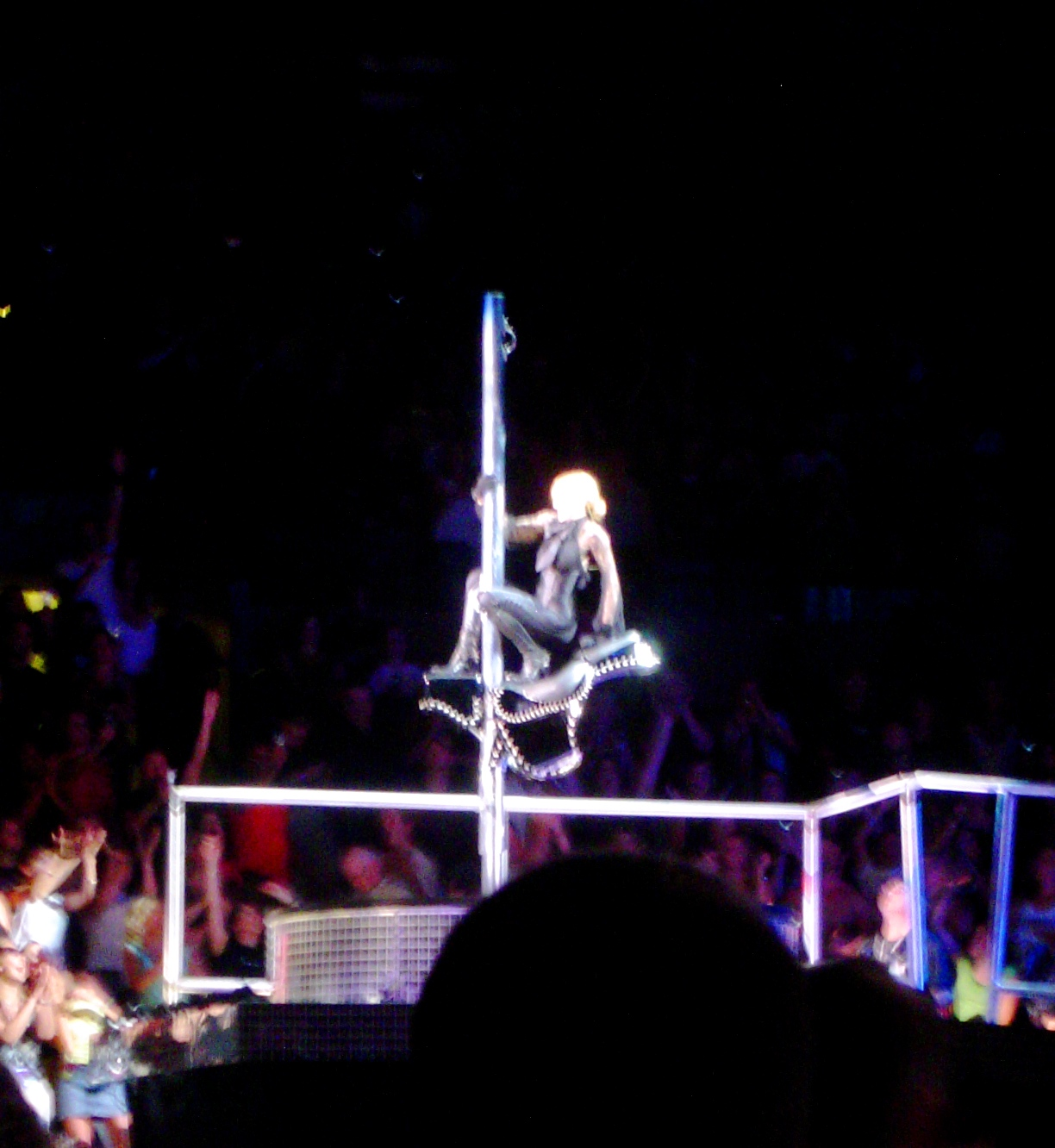
Like a Virgin
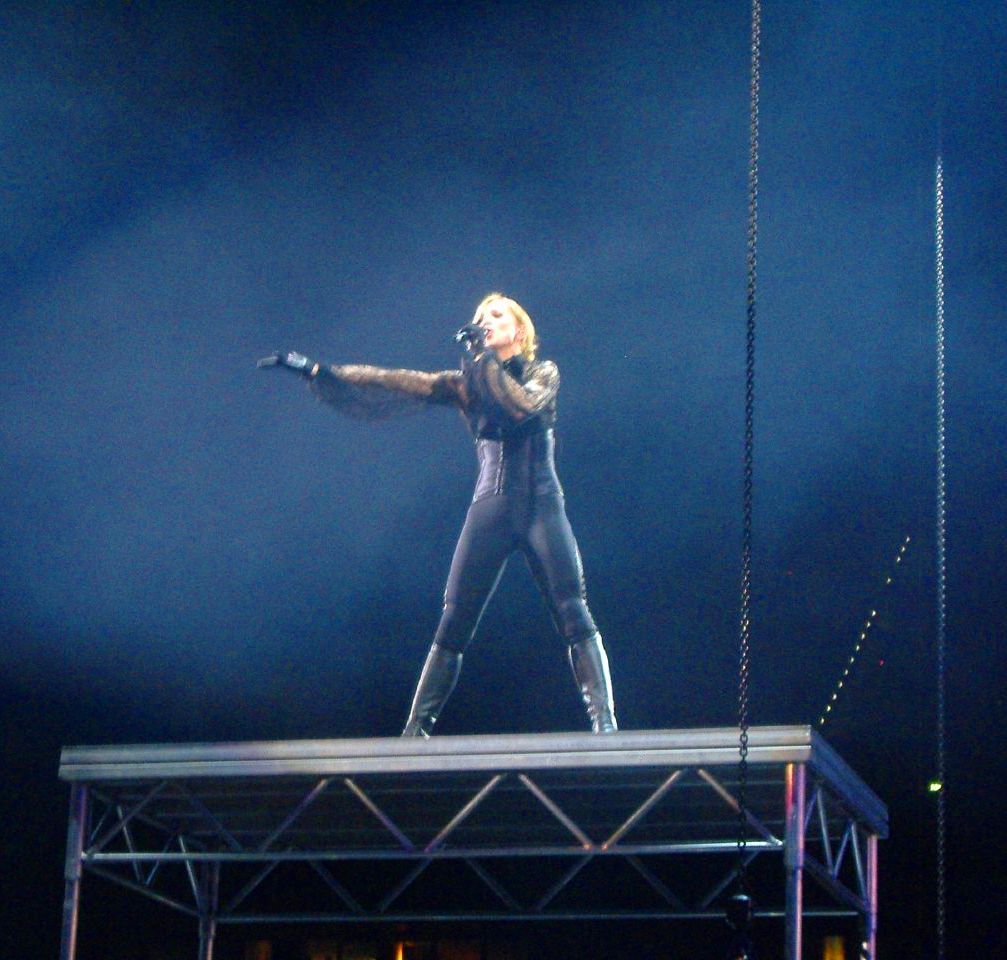
Jump
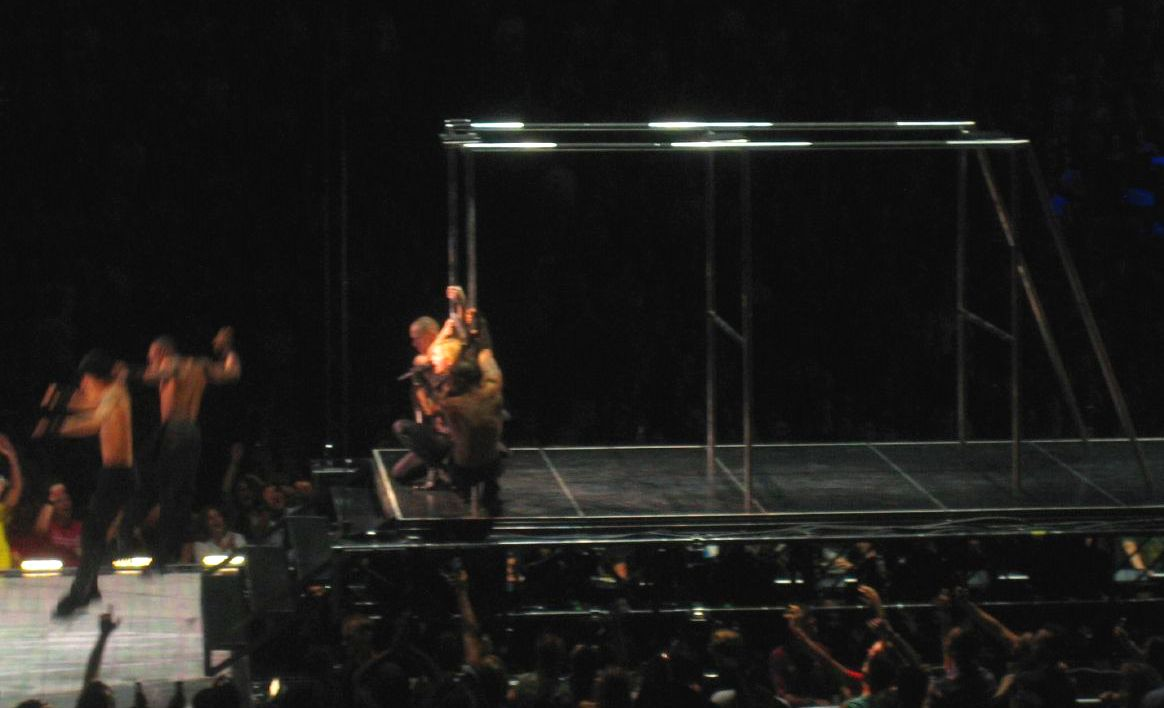
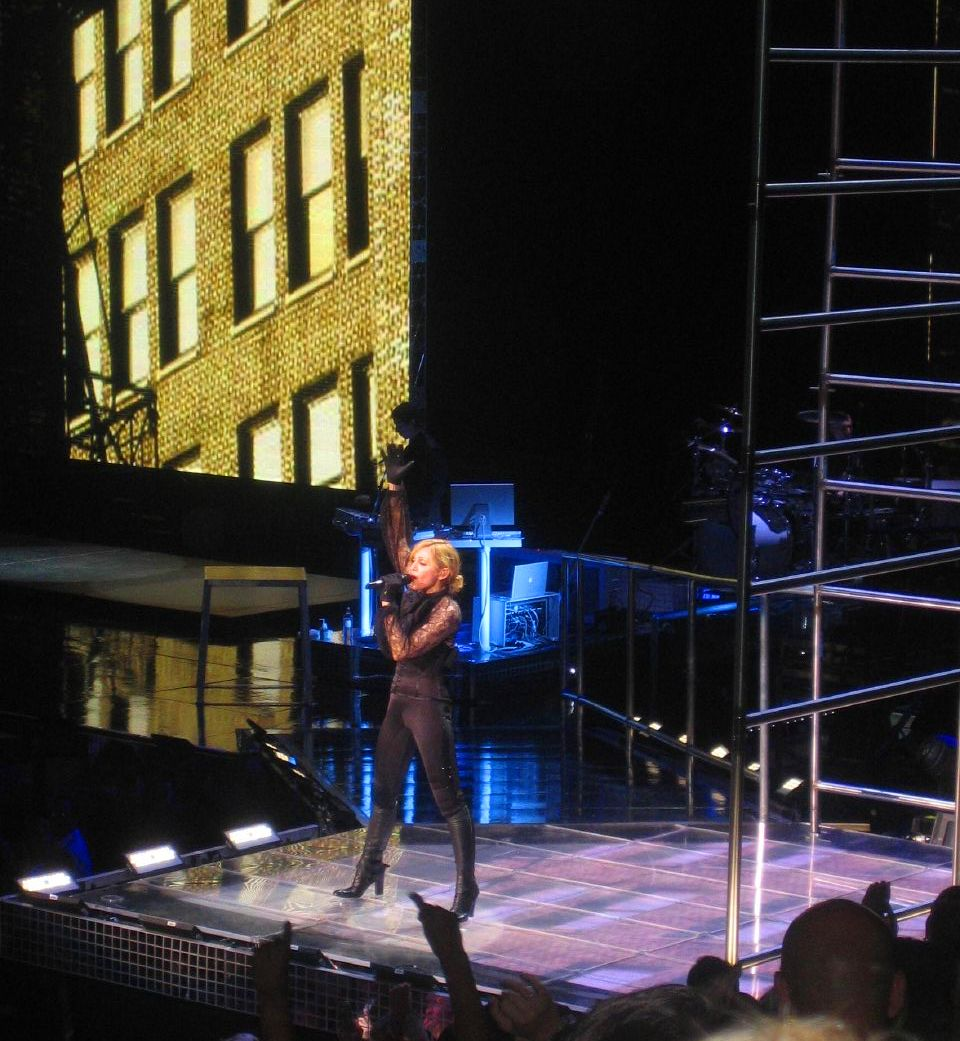
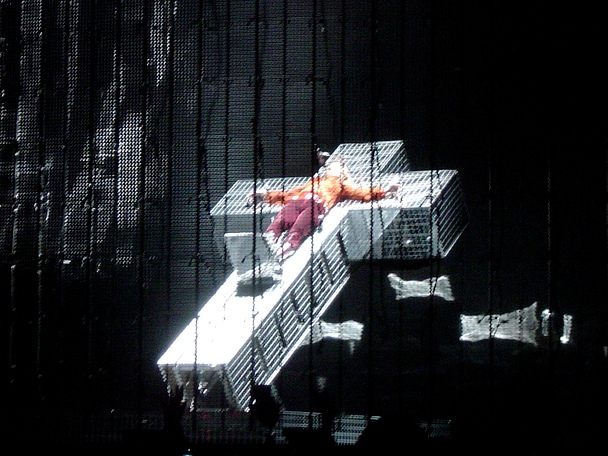
Live to Tell
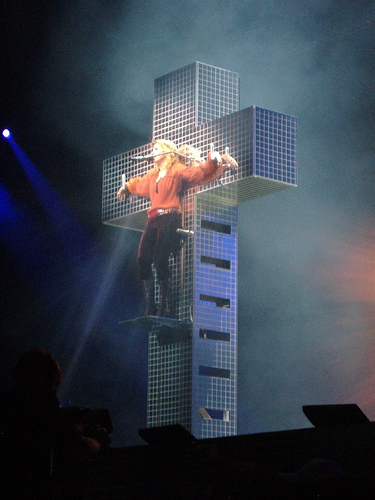
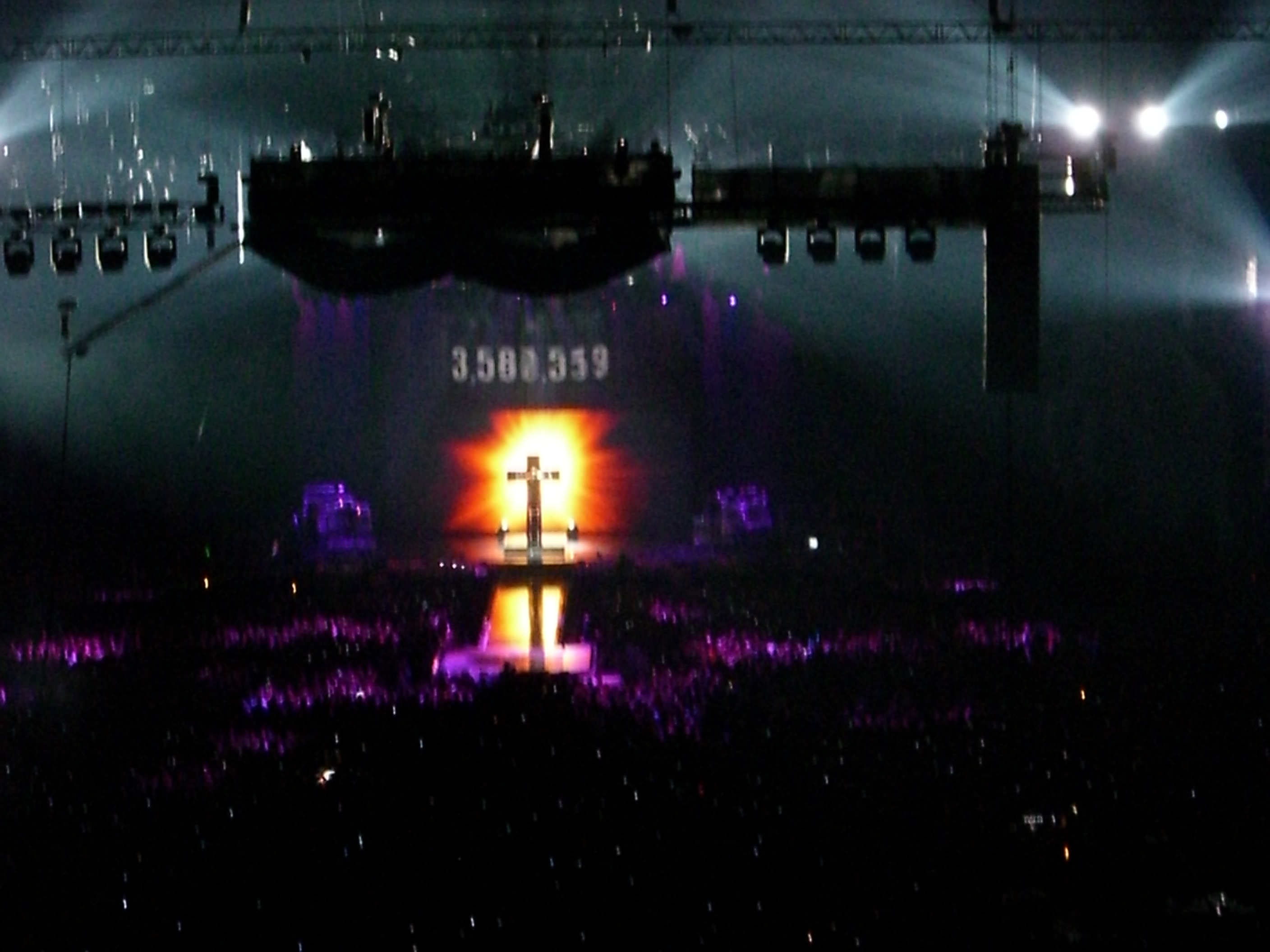
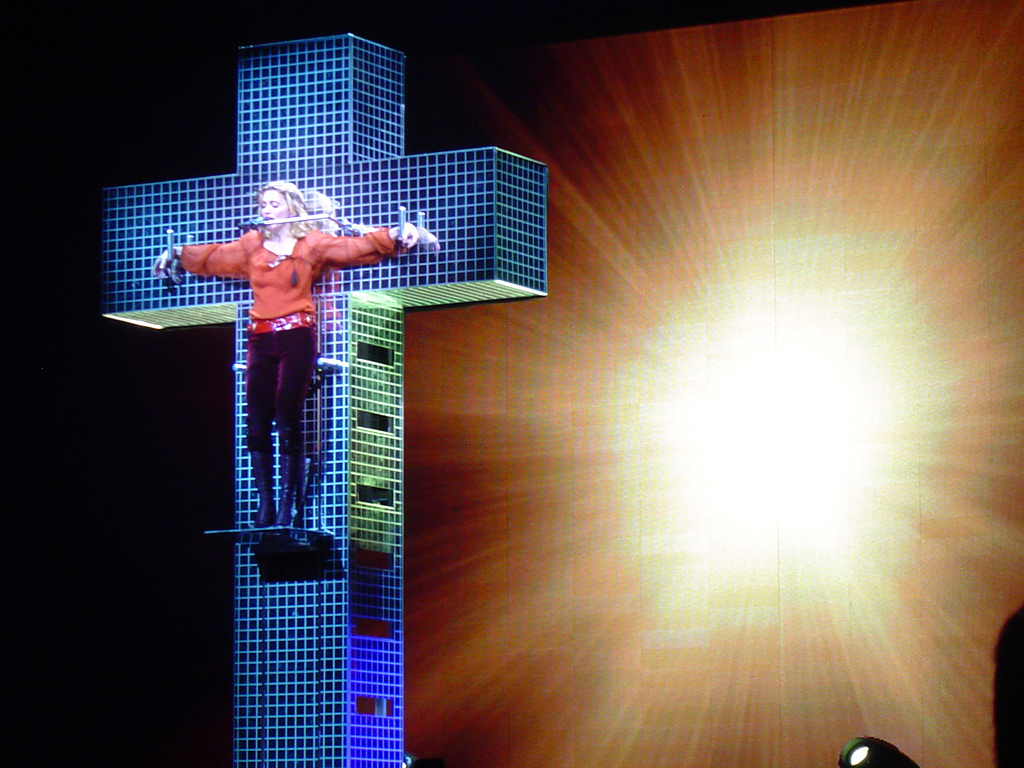
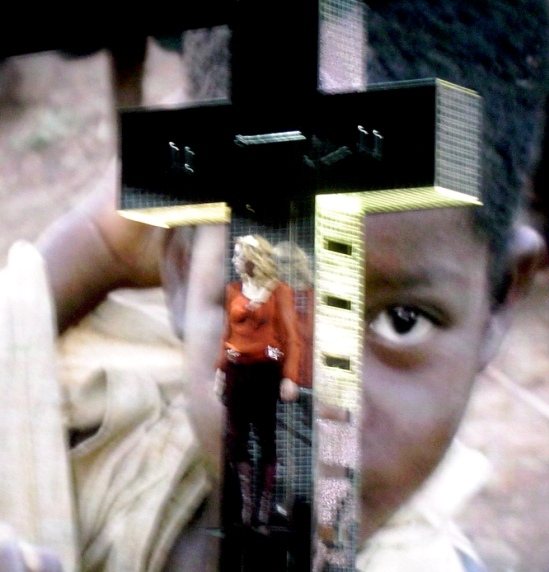